# Het paneel van Vlaanderen
Het paneel van Vlaanderen (oorspronkelijke Spaanstalige titel: La tabla de Flandes) is een detectiveroman uit 1990 van Arturo Pérez-Reverte. De roman werd in 1993 vertaald naar het Nederlands en in 1994 door Jim McBride verfilmd onder de titel Uncovered.

## Verhaal
In de roman staat Het Schaakspel, een paneel van de vijftiende-eeuwse Vlaamse meester Pieter van Huys, centraal. Dit schilderij bevat een verborgen inscriptie dat wijst op een nooit opgelost raadsel, en het in het kunstwerk afgebeelde schaakprobleem moet de sleutel tot de oplossing bevatten.
Terwijl de hoofdpersonen in de twintigste eeuw, onder wie een jonge vrouwelijke restaurateur (Julia), een coke snuivende galeriehoudster (Menchu), een homoseksuele antiquair (César) en een excentrieke schaakmeester (Muñoz), naar de oplossing zoeken, vinden er in hun directe omgeving nieuwe raadselen plaats, die de intrige ingewikkelder maken. Wanneer een van de betrokkenen wordt vermoord begint het besef door te dringen dat het schilderij ook te maken heeft met de gebeurtenissen in het heden. 
Het verhaal is een spel van valstrikken en spiegeleffecten, waarin geschiedenis, schilderkunst, muziek en de mathematische logica van het schaakspel een rol spelen. Het is een fascinatie van Pérez-Reverte, die dergelijke elementen ook in zijn andere romans gebruikt.

## Schilderij
Het schaakspel is een fictief schilderij uit 1471, waarin een verborgen inscriptie een onopgeloste moord blootlegt. Pérez-Reverte speelt daarbij met diverse niveaus, net als de oude meesters zelf deden.
In dit "paneel van Vlaanderen" zijn twee mannen, Roger d’Arras en Ferdinand Altenhoffen, hertog van Ostenburg (de namen zijn boven de hoofden ingeschilderd), verwikkeld in een schaakpartij in een gotische ruimte met een vloer dat een schaakbord van zwarte en witte tegels vormt. Het hoofd van Arras bevindt zich precies op het kruispunt van lijnen die de zogenaamde gulden snede vormen.
Op de achtergrond rechts, voor een lancetraam, leest een zwart gekleed jonge vrouw, Beatrix van Bourgondië, hertogin-gemaal en nicht van Filips de Goede, in het zwart in een getijdenboek. Een bolle spiegel weerspiegelt spel en deelnemers. De deelnemers blijken in de historische werkelijkheid spelers op het internationale speelveld te zijn.

## Schaakbord
Uit de schaakopstelling die op het schilderij staat afgebeeld kan via retrograde analyse de moordenaar van een van de afgebeelde personen worden afgeleid.
Dezelfde opstelling blijkt ook de beginstelling te zijn van gebeurtenissen die in de tegenwoordige tijd van de roman plaatsvinden.

## Feiten vs fictie
Pieter (Van) Huys (1519-1586) heeft echt bestaan en heeft een groot deel van zijn leven in Antwerpen gewoond en gewerkt. Dit was echter een kleine eeuw na de Pieter Van Huys uit de roman en die in 1415 in Brugge geboren en 1481 te Gent overleden zou zijn. De geboorte- en overlijdensdata van deze schilder zijn de enige feiten over de man zelf waarin de roman pertinent niet rijmt met de historische werkelijkheid.
Huys' stijl behoort tot de Vlaamse school, waarbij Jheronimus Bosch en Robert Campin hem zijn voorgegaan en als voorbeeld hebben gediend. Het schilderij in de roman heeft echter de rustige realistische stijl vergelijkbaar met werk van Jan van Eyck. Het huwelijk van Arnolfini van laatstgenoemde springt in het oog qua stijl en vanwege het gebruik van een bolle spiegel, een typisch motief in de Vlaamse schilderkunst en waar Huys ook zeer mee begaan was.
De overige beschrijvingen over Huys en zijn werk zijn complete fictie: er wordt in de roman een waslijst aan schilderijen genoemd die door Huys gemaakt zouden zijn, maar geen ervan is aan de werkelijkheid ontleend. Dit geldt ook voor Het schaakspel (1473), het schilderij dat de basis van het boek vormt.

Schilderijen uit de 14e-15e eeuw met kenmerken die vergelijkbaar zijn met die van Het schaakspel.
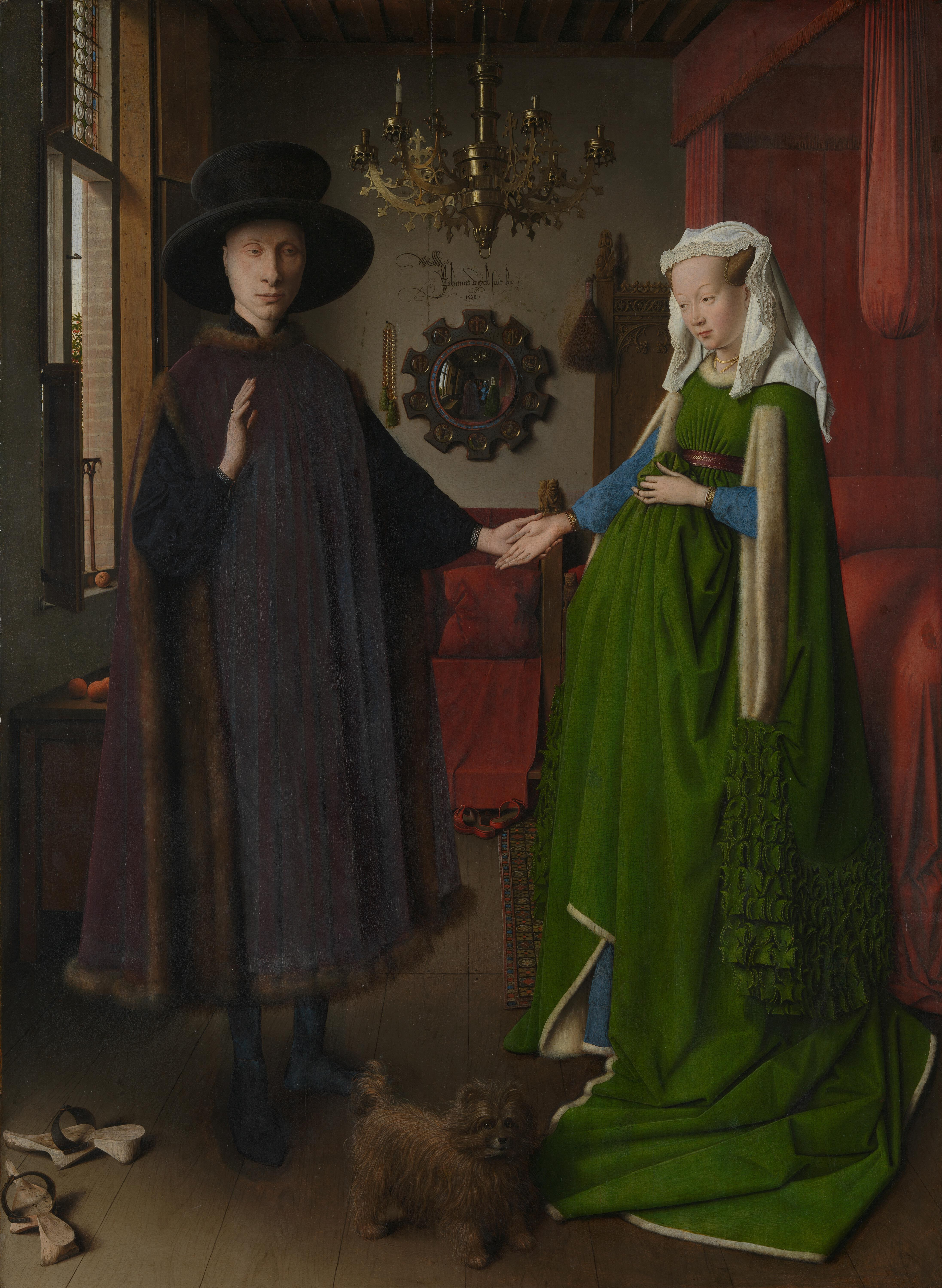
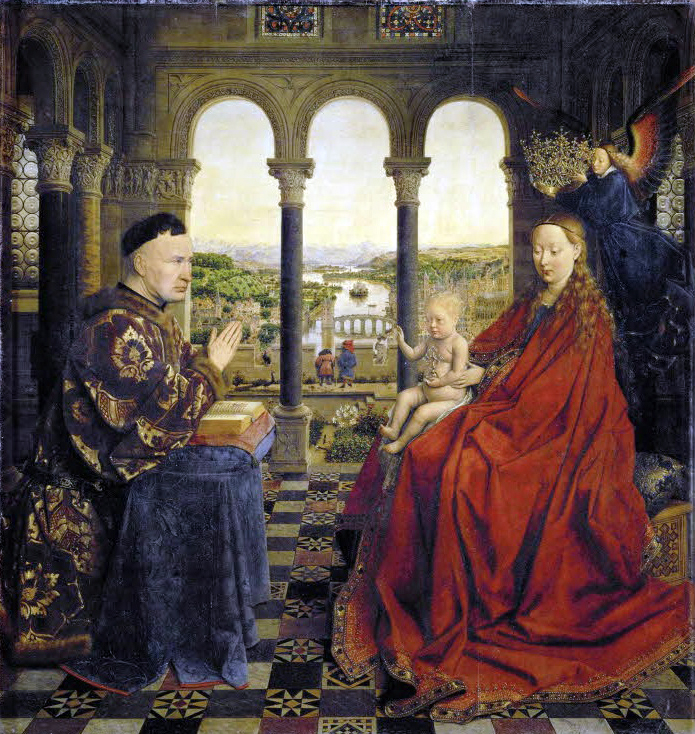
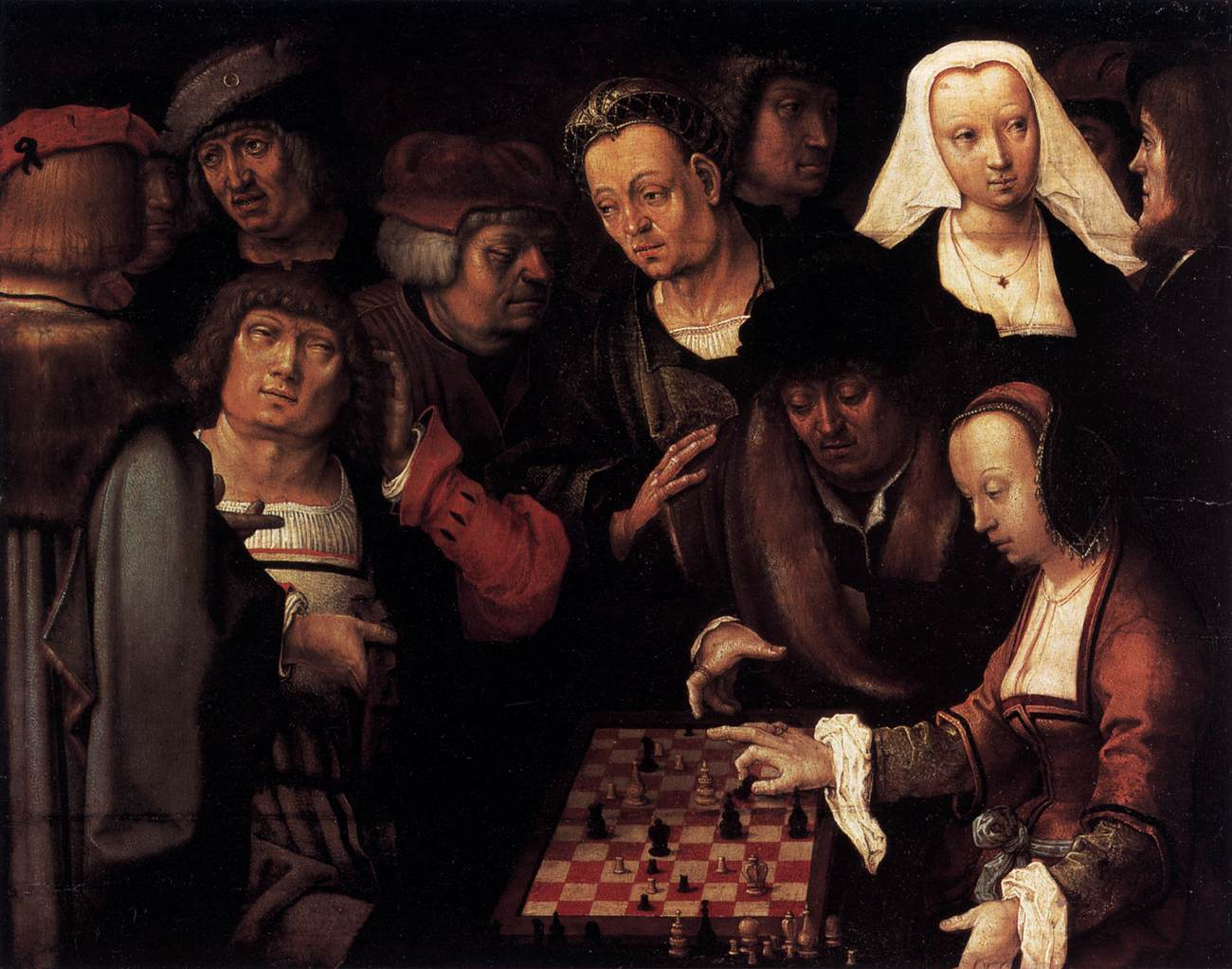

- [4]
- [5]
- [6]

De beschrijving van Het schaakspel is dusdanig dat het fictieve werk tussen de genreschilderijen uit de 15e-16e eeuw zou passen. Interpretaties van dit paneel van Vlaanderen worden getoond op de omslagontwerpen voor de Spaanse en Franse versie van de roman, hoewel deze op diverse punten sterk afwijken van de beschrijvingen in de roman. De Spaanse versie was desalniettemin voldoende gelijkend aan de beschrijving bevonden om als prop gebruikt te worden in de verfilming van het boek in 1994.
De op het Vlaamse paneel getoonde Roger d’Arras, Ferdinand Altenhoffen, hertog van Ostenburg en Beatrix van Bourgondië, hertogin-gemaal en nicht van Filips de Goede zijn fictief, hoewel er meerdere Beatrixes van Bourgondië waren in de geschiedenis. Filips de Goede heeft echt bestaan, maar vult in het verhaal slechts een stukje historische achtergrond, waarvan het waarheidsgehalte eveneens twijfelachtig is. 
Over de gulden snede schrijft Pérez-Reverte dat het de wet van compositie in de beeldende kunst was dat sinds Vitruvius door de klassieke schilders als maatstaf van verhoudingen in de schilderkunst gebruikt werd. Hoewel de verhouding in kunst veel bestudeerd werd, werd de gulden snede echter pas in de 19e eeuw voor het eerst genoemd.
Al met al heeft Pérez-Reverte zich gepermitteerd zijn fictie niet tot de leemtes van de geschiedenis te beperken, maar ook de verifieerbare historische feiten te verdraaien en lijkt hij enige vorm van namedropping niet te schuwen. Hoewel geschiedvervalsing toelaatbaar is in fictie, is Het paneel van Vlaanderen hierdoor als historisch roman minder betrouwbaar. 

## Recensies
Volgens Keetman is Het paneel van Vlaanderen een goed opgebouwde en logisch verhaal. De manier waarop heden en verleden samenkomen zou goed gedaan zijn. Het is volgens haar echter geen eenvoudig boek. Om er helemaal van te genieten, is enige kennis van geschiedenis, muziek en vooral schaken gewenst. Terwijl het voor de leek een goed leesbaar boek is, is het voor de schakers  een aanrader. Niet alleen wordt de schaakpartij op verschillende manieren gebruikt om een moord op te lossen, maar ook de psychologie van de schaker komt volop aan bod.
Volgens Rob Spaans waren de schaaktechnische analyses correct en voldoende met diagrammen ondersteund, maar had de Nederlandse vertaling beter gekund. Het op punten armzalig Nederlands in dit boek is wel vaker bekritiseerd.
Een ander punt van kritiek is dat de verhaallijnen ongeloofwaardig zijn en de lezer er enigszins bekaaid afkomt bij de conclusie: het is volgens Impens ''een echte Whodonit met de onwaarschijnlijke ontrafeling á la Agatha Christie''.
Hoewel zeer onderhoudend, lijken critici eensgezind dat Het paneel van Vlaanderen vanuit literair oogpunt geen hoogstandje is. Waar de recensies van de Nederlandse vertaling voorzichtig positief tot kritisch variëren, lijken de critici over de Engelse vertaling enthousiaster over de roman. Naar de mening van Stasio van The New York Times doet de roman aan als een mysterie, waarbij de verhaallijn van "verschrikkelijk absurde" naar "absurd verschrikkelijke" gebeurtenissen verloopt. Ook Manguel van The Independent vindt het verhaal verrassend, bevredigend en zo "onvermijdelijk als een schaakspel."

## Prijs
Het paneel van Vlaanderen werd in 1993 de Franse Grand prix de littérature policière toegekend.